# Papio papio
El papión o babuino de Guinea  (Papio papio) es una especie de primate catarrino de la familia Cercopithecidae del África occidental.

## Ecología
Los babuinos de Guinea son diurnos, viven en el suelo en lugar de en los árboles, y generalmente duermen en árboles en los extremos de las ramas. El tamaño de su grupo varía ampliamente y oscila entre 30 y 200. Sin embargo, el tamaño de tropa más común es de 30 a 40 individuos. A menudo, existe una jerarquía masculina pronunciada y una feroz competencia por las hembras dentro del grupo. Esta competencia conduce al dimorfismo sexual entre las especies. Cuando se trata de alimentarse, son forrajeadores independientes, y las hembras siempre están emparejadas con machos cuando forrajean para que puedan estar protegidas. Las hembras pueden elegir seguir a los mismos machos de un año a otro.

### Dieta
Como otras especies de babuinos, los babuinos de Guinea comerán cualquier alimento disponible, pero sus principales fuentes son frutas, raíces, tubérculos, hierba, semillas y hojas. También comerán insectos, gusanos, arañas, pequeños mamíferos, aves e invertebrados.